# Entomophthoraceae
Famille
Les Entomophthoraceae sont une famille de champignons de l'ordre des Entomophthorales. Ils sont appelés champignons entomopathogènes, parasites d'insectes ou d'autres arthropodes, entraînant leur mort.

## Liste des genres et espèces
| Selon Catalogue of Life (31 octobre 2015) : - genre Batkoa - genre Empusa (champignon) - genre Entomophaga - genre Entomophthora - genre Erynia - genre Eryniopsis - genre Furia (genre) - genre Massospora - genre Orthomyces - genre Pandora (champignon) - genre Strongwellsea - genre Tarichium - genre Triplosporium - genre Zoophthora | Selon NCBI (31 octobre 2015) : - genre Batkoa - Batkoa apiculata - Batkoa gigantea - Batkoa major - genre Entomophaga - Entomophaga aulicae - Entomophaga calopteni - Entomophaga conglomerata - Entomophaga destruens - Entomophaga grylli - Entomophaga maimaiga - genre Entomophthora - Entomophthora blunckii - Entomophthora caroliniana - Entomophthora chromaphidis - Entomophthora culicis - Entomophthora ferdinandii - Entomophthora grandis - Entomophthora muscae - Entomophthora planchoniana - Entomophthora scatophaga - Entomophthora schizophorae - Entomophthora syrphi - Entomophthora thripidum - genre Erynia - Erynia conica - Erynia ovispora - Erynia radicans - Erynia rhizospora - Erynia sciarae - genre Eryniopsis - Eryniopsis caroliniana - Eryniopsis ptycopterae - genre Furia - Furia americana - Furia gastropachae - Furia ithacensis - Furia neopyralidarum - Furia pieris - Furia virescens - genre Massospora - Massospora cicadina - genre Pandora (champignon) - Pandora blunckii - Pandora bullata - Pandora delphacis - Pandora dipterigena - Pandora kondoiensis - Pandora neoaphidis - Pandora nouryi - genre Strongwellsea - Strongwellsea castrans - genre Zoophthora - Zoophthora anglica - Zoophthora lanceolata - Zoophthora occidentalis - Zoophthora phalloides - Zoophthora radicans |

Selon ITIS (31 octobre 2015) :
- genre Ancylistes Pfitzer, 1872
- genre Ballocephala Drechsler, 1951
- genre Completoria
- genre Conidiobolus Brefeld, 1884
- genre Entomophthora G. Fresenius, 1856
- genre Gonimochaete Drechsler, 1946
- genre Massospora C. H. Peck, 1879
- genre Meristracum
- genre Microbiotophthora
- genre Strongwellsea
- genre Zygnemomyces K. Miura, 1973